# Интерлакен (Њујорк)
Интерлакен (енгл. Interlaken) град је у америчкој савезној држави Њујорк.

## Демографија
По попису из 2010. године број становника је 602, што је 72 (-10,7%) становника мање него 2000. године.
| Група             | 2000.       | 2010.       |
| Белци             | 653 (96,9%) | 569 (94,5%) |
| Афроамериканци    | 6 (0,9%)    | 10 (1,7%)   |
| Азијати           | 0 (0,0%)    | 9 (1,5%)    |
| Хиспаноамериканци | 10 (1,5%)   | 4 (0,7%)    |
| Укупно            | 674         | 602         |